# Geauga Lake's Wildwater Kingdom
Geauga Lake's Wildwater Kingdom est un parc aquatique situé à Aurora, dans l'État de l'Ohio, aux États-Unis. En 2007, le parc d'attractions attenant, ouvert depuis 1887, fut démantelé et les attractions furent démolies ou relocalisées à cause du nombre insuffisant de visiteurs. Cela peut s'expliquer par la présence du parc d'attractions de Cedar Point qui ne se trouve qu'à 110 km.

## Histoire
Six Flags rachète successivement en 1995 le Geauga Lake, puis en 2001 le SeaWorld Ohio. Les deux parcs sont réunis et deviennent le Six Flags Worlds of Adventure qui est revendu en 2004 à Cedar Fair Entertainment Company.

## L'ancien parc d'attractions

### Anciennesmontagnes russes
| Nom                   | Type                                       | Constructeur                    | Année d'ouverture | Année de fermeture   | Relocalisation                                                                                       | Photo |
| --------------------- | ------------------------------------------ | ------------------------------- | ----------------- | -------------------- | --- | ----- |
| Beaver Land Mine Ride | Montagnes russes assises, junior           | Zierer                          | 2000 le 5 mai     | 2007 le 16 septembre | Relocalisé à Papéa Parc en 2009                                                                      |       |
| Big Dipper            | Montagnes russes en bois                   | John A. Miller                  | 1925              | 2007 le 16 septembre | Revendu à un client inconnu                                                                          |       |
| Corkscrew             | Montagnes russes assises                   | Arrow Dynamics                  | 1978              | 1995                 | Relocalisé à MGM Dizzee World en Inde                                                                |       |
| Cyclone               | Montagnes russes assises                   | Pinfari                         | 1976              | 1980                 | Relocalisé à Holiday World comme Firecracker de 1981 à 1997 puis à Jolly Roger Amusement Park        |       |
| Dominator             | Montagnes russes sans sol                  | Bolliger & Mabillard            | 2000 le 5 mai     | 2007 le 16 septembre | Relocalisé à Kings Dominion en 2008.                                                                 |       |
| Double Loop           | Montagnes russes assises                   | Arrow Dynamics                  | 1977              | 2007 le 16 septembre | Vendu 23 000 USD à un ferrailleur local.                                                             |       |
| Head Spin             | Montagnes russes navette Boomerang         | Vekoma                          | 1996              | 2007 le 16 septembre | Relocalisé en 2009 à Carowinds comme Carolina Cobra                                                  |       |
| Little Dipper         | Montagnes russes en bois                   | National Amusement Devices (en) |                   | 1975                 | |       |
| Raging Wolf Bobs      | Montagnes russes en bois                   | Dinn Corporation                | 1988              | 2007 le 16 septembre | Revendu à un client inconnu.                                                                         |       |
| Steel Venom           | Montagnes russes lancées inversées navette | Intamin                         | 2000 le 5 mai     | 2006                 | Relocalisé en 2008 à Dorney Park & Wildwater Kingdom comme Voodoo.                                   |       |
| Thunderhawk           | Montagnes russes inversées                 | Vekoma                          | 1998              | 2007 le 16 septembre | Relocalisé en 2008 à Michigan's Adventure comme Thunderhawk.                                         |       |
| Villain               | Montagnes russes en bois                   | Custom Coasters International   | 2000 le 5 mai     | 2007 le 16 septembre | Revendu 30 000 USD à un démolisseur local.                                                           |       |
| Wild Mouse            | Montagnes russes assises Wild Mouse        | B.A. Schiff & Associates (en)   | 1958              | 1971                 | Relocalisé à Chippewa Lake Park comme Wild Mouse de 1972 à 1978 ; abandonné sur place depuis 30 ans. |       |
| X-Flight              | Montagnes russes volantes                  | Vekoma                          | 2001 le 26 mai    | 2006                 | Relocalisé à Kings Island comme Firehawk en 2007                                                     |       |